# Tina Gadziała
Tina Gadziała (* 29. Januar 1992 in Wadern) ist eine deutsche Fußballspielerin.

## Karriere

### Vereine
Im saarländischen Wadern geboren, gelangte Gadziała mit ihrer Familie nach Hermeskeil in Rheinland-Pfalz. Dort begann Gadziała mit dem Fußballspielen und gehörte dem SV Hermeskeil bis Saisonende 2006/07 an.
Im Alter von 15 Jahren spielte sie ein Jahr lang für die B-Jugendmannschaft des Mehrspartensportvereins TuS Issel, bevor sie zur Saison 2008/09 in die Erste Mannschaft aufrückte. Dieser gehörte sie in der drittklassigen Regionalliga Südwest bis zum Saisonende 2009/10 an.
In der Folgesaison spielte sie im Zeitraum vom 28. August bis zum 21. November 2010 sechsmal für den Ligakonkurrenten, der Zweiten Mannschaft des SC 07 Bad Neuenahr. Während der Saison wurde sie auch fünfmal in der Ersten Mannschaft in der Bundesliga eingesetzt, erstmals am 12. Februar 2011 – am vorgezogenen 19. Spieltag – bei der 0:2-Niederlage im Auswärtsspiel gegen den FCR 2001 Duisburg. Im Wettbewerb um den DFB-Pokal wurden ihre Dienste am 27. Februar 2011 im Halbfinale benötigt, da die Stammtorhüterin Nadine Richter nicht zur Verfügung stand. Das Spiel beim 1. FFC Frankfurt wurde mit 1:3 verloren. Ferner kam sie im Turnier um den Bundesliga-Cup 2011 in der Gruppe 1 zum Einsatz. Sie bestritt das mit 4:1-gewonnene Spiel beim 1. FC Saarbrücken am 23. April und das mit 1:3 verlorene Spiel bei Bayer 04 Leverkusen am 15. Mai.
In der Saison 2011/12 folgte mit der am 4. September 2011 (3. Spieltag) im Heimspiel gegen die SG Essen-Schönebeck erlittenen 2:3-Niederlage ihr letzter Bundesligaeinsatz. Für die Zweitvertretung des SC 07 Bad Neuenahr bestritt sie (bereits am 28. August 2011) bis zum 24. März 2013 (15. Spieltag der Folgesaison) fortan 18 Punktspiele.
Zur Saison 2012/13 wurde sie vom VfL Kommern verpflichtet, für den sie jedoch kein Pflichtspiel bestritt. Der Verein zog seine Frauenfußballabteilung nach der 0:6-Saisonauftakt-Niederlage gegen die DJK Arminia Ibbenbüren vom Spielbetrieb zurück. Daraufhin kehrte sie nach Bad Neuenahr-Ahrweiler zurück und spielte die Rückrunde der Zweitligasaison 2012/13 ein zweites Mal für den SC 07 Bad Neuenahr II. Danach verließ sie den Verein mit unbekannten Ziel.

### Nationalmannschaft
Für die U15-Nationalmannschaft des DFB bestritt sie einzig am 13. April 2007 ein Länderspiel. Der in England in Freundschaft ausgetragene Vergleich mit der U15-Nationalmannschaft Englands endete 2:2 unentschieden. Im ersten Vergleich, der zwei Tage zuvor mit 0:2 verloren wurde, hütete Lisa Schmitz vom FC Germania Zündorf das Tor.